# Tour Cara
La tour Cara parfois appelée foyer Cara est une tour d'habitation située à Saint-Ouen dans le quartier des Docks en Seine-Saint-Denis. Elle est construite en 1974 sur les plans de l'architecte français Paul Chemetov.

## Architecture
La tour est constituée de quatorze étages. Elle mesure 35 m de hauteur.

## Historique
La tour Cara est construite en 1974-1975 sur les plans de Paul Chemetov. Elle constitue avec les bâtiments en préfabriqué de Jean Prouvé situés en contrebas, le foyer Cara.
En 2011, un projet de réhabilitation est entamé, avant d'être finalement abandonné. Elle est vendue à un promoteur sous l'impulsion de la mairie et de la présidente du conseil régional d'Île-de-France Valérie Pécresse. En 2014, il est décidé que l'édifice soit démoli[réf. nécessaire]. La tour est fermée en septembre 2015 en vue de son désamiantage et finalement de sa démolition.
Le 26 juillet 2016, entre 6 h 30 et 8 h 30, 292 squatteurs sont évacués de la tour qui est désaffectée,. Une centaine de policiers sont mobilisés pour cette opération.
Malgré les protestations de certaines associations et personnes en faveur de sa conservation, notamment son architecte, le bâtiment est démoli entre l'été 2017 et février 2018,.